# Janina Uhse

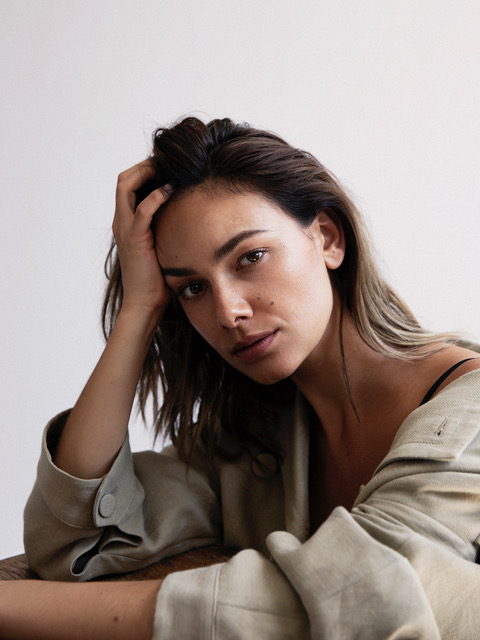
Janina Uhse (2019)

Janina Jana Christin Uhse (* 2. Oktober 1989 in Husum) ist eine deutsche Schauspielerin.

## Leben und Karriere

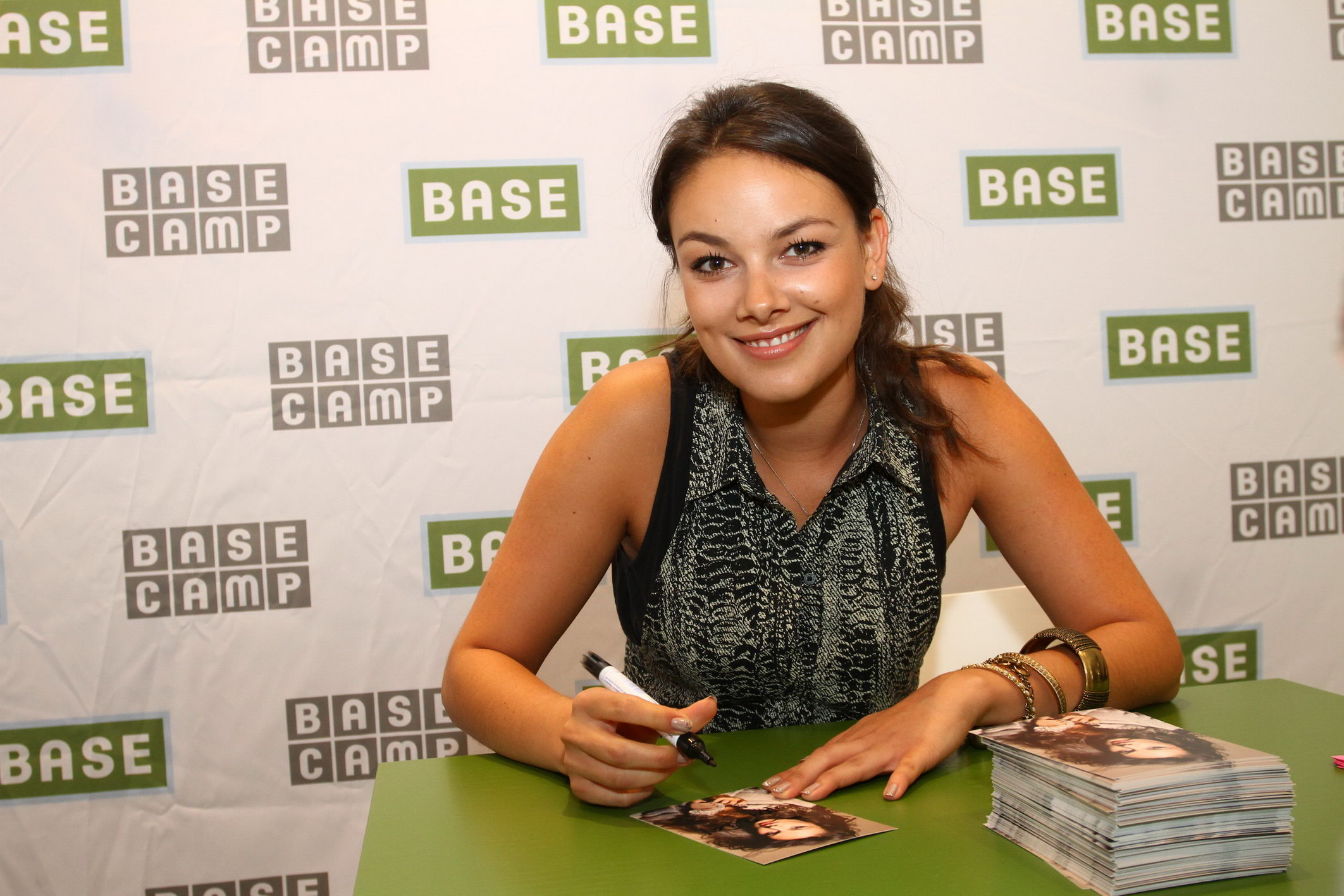
Janina Uhse (2012)

Janina Uhse stammt aus einer Schaustellerfamilie. Sie wuchs in Burg (Dithmarschen) auf und sammelte bereits als Kind Erfahrungen im Fernsehen. 1998 hatte sie drei Auftritte in der Serie Die Kinder vom Alstertal (Folgen 32, 41 und 42). In der dritten Staffel der Kinderserie Die Pfefferkörner spielte sie in der 39. Episode Diamantenfieber die Rolle der Pilar. 2002 gab sie im Fernsehen ihr Filmdebüt in Der Rattenkönig. Danach spielte Uhse in einer Folge von Die Rettungsflieger mit. Von 2002 bis 2008 spielte sie die Rolle der Melanie Peschke in Der Landarzt.
Uhse wurde durch die Rolle der Jasmin Nowak in der RTL-Serie Gute Zeiten, schlechte Zeiten bekannt, in der sie von 2008 bis 2017 zu sehen war. Seit März 2016 läuft ihr Projekt Janina and Food, bei dem sie jede Woche in Videos Rezepte auf diversen Social-Media-Plattformen vorstellt. Dafür wurde Uhse von Axel Springer und Place To B, 2016 und 2019 als Influencerin des Jahres im Bereich Food ausgezeichnet. Im Oktober 2019 veröffentlichte sie das Kochbuch Meine Glücklichküche. Seit Februar 2016 macht sie Werbung für die französische Kosmetikmarke Lancôme.
2019 heiratete Uhse einen Münchener Journalisten; im Juni 2022 wurden sie Eltern eines Sohnes.

## Filmografie
- 2002–2003: Die Kinder vom Alstertal (Fernsehserie, 3 Folgen)
- 2002: Der Rattenkönig
- 2003: Die Pfefferkörner (Fernsehserie, Folge Diamantenfieber)
- 2003–2008: Der Landarzt (Fernsehserie, 18 Folgen)
- 2005: Die Rettungsflieger (Fernsehserie, Folge Irrtümer)
- 2008–2017: Gute Zeiten, schlechte Zeiten (Fernsehserie)
- 2011: Küstenwache (Fernsehserie, Folge Im Auge des Sturms)
- 2016: Unsere Zeit ist jetzt
- 2016: Leg dich nicht mit Klara an
- 2017: Donna Leon – Tod zwischen den Zeilen (Fernsehreihe)
- 2017: High Society
- 2018: Der Vorname
- 2018: Unsere Jungs (Fernsehfilm)
- 2020: Betonrausch
- 2020: Berlin, Berlin – Der Film
- 2020: Es ist zu deinem Besten
- 2022: Der Nachname
- 2024: Spieleabend
- 2024: Der Spitzname

### Synchronisation
- 2018: Hotel Transsilvanien 3 – Ein Monster Urlaub als Mavis[4]